# Linia kolejowa Mrozy – Wierzbno
Linia kolejowa Mrozy – Wierzbno – wąskotorowa linia kolejowa łącząca stację kolejową w Mrozach z Wierzbnem.
Linia została zbudowana w połowie lat dwudziestych XX wieku jako kolej dojazdowa z inicjatywy przedsiębiorców żydowskich z Kałuszyna. Połączyła stację kolei normalnotorowej w Mrozach z Kałuszynem i Wierzbnem. Docelowo miała zostać przedłużona do Węgrowa. Zamierzeń tych do 1939 roku jednak nie zrealizowano.
Linia została otwarta w 1928 roku. Była jednotorowa, obsługiwana trakcją parową. Została zlikwidowana podczas II wojny światowej.